# Alter jüdischer Friedhof (Hrubieszów)

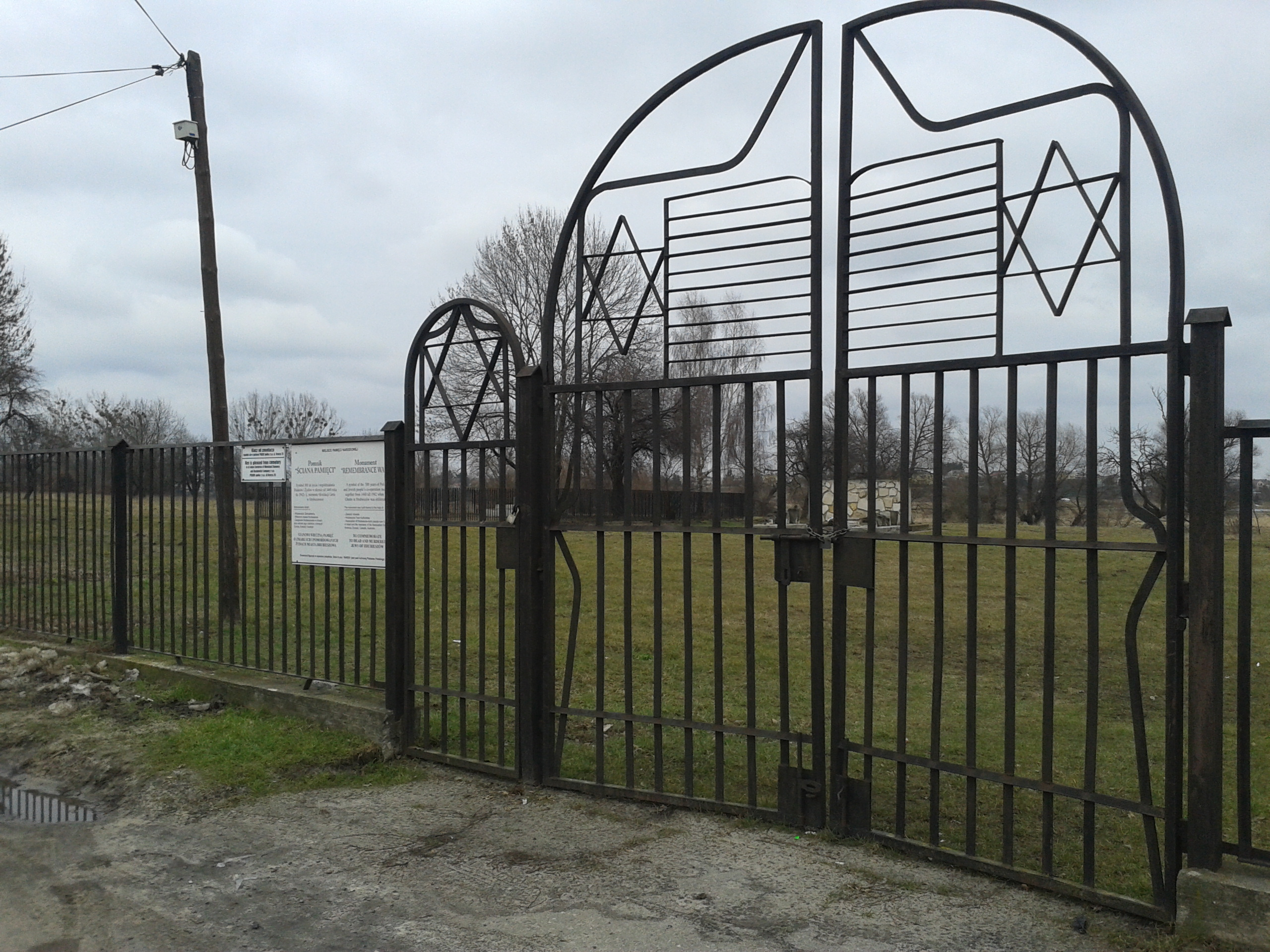
Eingang zum Alten jüdischen Friedhof in Hrubieszów

Der Alte jüdische Friedhof in Hrubieszów, einer polnischen Stadt in der Wojewodschaft Lublin, wurde im 16. Jahrhundert angelegt. Der jüdische Friedhof befindet sich in der Krucza-Straße westlich des Ortes.
Der Friedhof wurde während des Zweiten Weltkriegs von den deutschen Besatzern verwüstet und viele Grabsteinen wurden für Baumaßnahmen verwendet.
Auf dem etwa 2,5 Hektar großen Friedhof sind heute nur noch wenige Grabsteinfragmente vorhanden.
Ein Denkmal erinnert an die Opfer des Holocausts.